# Bistum Auckland
Das Bistum Auckland (lateinisch Dioecesis Aucopolitana, englisch Diocese of Auckland) ist eine in Neuseeland gelegene Diözese der römisch-katholischen Kirche mit Sitz in Auckland.

## Geschichte
Vorläufer des heutigen Bistums Auckland ist die am 10. Januar 1830 durch Pius VIII. aus der Apostolischen Präfektur Bourbon heraus gegründete Apostolische Präfektur Südseeinseln. Das Territorium der Präfektur Südseeinseln wurde am 8. Juni 1833 in die Apostolischen Vikariate Ostozeanien und Westozeanien geteilt. Am 23. August 1842 gab das Vikariat Westozeanien Teile seines Territoriums zur Gründung des Apostolischen Vikariats Zentralozeanien ab und änderte seinen Namen in Apostolisches Vikariat Neuseeland. 1844 wurden Gebiete aus dem Vikariat als Apostolisches Vikariat Melanesien und Apostolische Präfektur Mikronesien ausgelagert. Schon am 20. Juni 1848 wurde das Apostolische Vikariat Neuseeland geteilt in das Bistum Auckland und das Bistum Wellington. Die Diözese ist heute ein Suffraganbistum des Erzbistums Wellington.

## Ordinarien
- Jean-Baptiste Pompallier (1848–1869)
- Thomas William Croke (1870–1874)
- Walter Herman Jacobus Steins SJ (1879–1881)
- John Edmund Luck OSB (1882–1896)
- George Michael Lenihan OSB (1896–1910)
- Henry William Cleary (1910–1929)
- James Michael Liston (1929–1970)
- Reginald John Delargey (1970–1974), später Erzbischof von Wellington und Kardinal
- John Mackey (1974–1983)
- Denis Browne (1983–1994), später Bischof von Hamilton
- Patrick James Dunn (1994–2021)
- Stephen Marmion Lowe (seit 2021)